# Hasemania
Rod Hasemania je rod tropických sladkovodních ryb z početné čeledi tetrovitých (Characidae). Český rodový název je tetra.

## Popis
Rod byl pojmenován po J. D. Hasemanovi, jenž byl studentem německo-amerického ichtyologa Carl H. Eigenmanna. Typovým druhem rodu je tetra černoocasá (Hasemania melanura). Druhy rodu Hasemania jsou 2,5 až 6,7 cm dlouhé. Jejich tělo je mírně protáhlé, hřbetní ploutev je krátká, řitní ploutev poměrně dlouhá. Tuková ploutvička chybí. Ocasní ploutev je dvojlaločná. Na rozdíl od úzce příbuzného rodu Hemigrammus je u rodu Hasemania kořen ocasní ploutve bez šupin. Podobně jako u rodu Hyphessobrycon a Hemigrammus je většina druhů ryb malých, mírumilovných a barevných, žijících převážně v hejnech.

## Rozšíření
Rod Hasemania je domovem výhradně na východě Jižní Ameriky. Areál rozšíření nalezených druhů pokrývá lokality východní a jihovýchodní Brazílie v povodích od Rio São Francisco přes Río Paraná po Río das Velhas, a dále povodí Riacho Três Morros a Rio das Piabas, dále malé přítoky horního Rio de Contas v Bahia, horního povodí toku Rio Tocantins jakož i přítoky Rio das Almas ve státě Goiás (Brazílie).

## Chov
Rybky rodu Hasemania preferují většinou měkkou, lehce kyselou vodu o teplotě 22 °C až 28 °C. Chovné nádrže by měly být bohatě a z důvodu udržení chemismu vody „správně“ osázeny odpovídajícími biotopními rostlinami. Zbarvení a stálá živost učinily z těchto malých a mírných druhů této čeledi velmi oblíbené akvarijní rybky, jelikož se většina zástupců tohoto rodu velmi dobře chová a snadno rozmnožuje. Vesměs jsou to druhy mírné povahy, zůstávají drobné a žijí pospolitě a vyniknou v akváriích v početnějších skupinách. Stejně jako v domovském prostředí, vynikne nejlépe barevnost těchto ryb na tmavých pozadích a tmavší struktuře písku. Za tímto účelem je možno do písku v akváriích přidávat drcené proprané hnědé uhlí, kousky rašeliny, části slupek kokosových ořechů a starých částí kořenů a pařezů, ap.
Odchov u některých novějších druhů rodu Hasemania může být i s ohledem k prozatím malých zkušenostem náročnější.

## Systematika
Systematické uspořádání a řazení v rámci čeledě ještě není zcela ujasněno a konečné. Rod Hasemania není aktuálně přiřazena k žádné podčeledi. Rod je jedním z deseti dalších rodů přiřazeného k monofyletickému kladu uvnitř čeledi tetrovití (Characidae) označovanému jako Hemigrammus klad.

## Taxony
- Hasemania crenuchoides Zarske & Géry, 1999 – tetra bartolomějská
- Hasemania hanseni (Fowler, 1949) – tetra Hansenova
- Hasemania kalunga Bertaco & Carvalho, 2010[3]
- Hasemania maxillaris Ellis, 1911 – tetra čelistnatá
- Hasemania melanura Ellis, 1911 – tetra černoocasá
- Hasemania nambiquara Bertaquo & Malabarba, 2007
- Hasemania nana (Lütken, 1875) – tetra měděná
- Hasemania piatan Zanata & Serra, 2010[4]